# David Jägerskogh
David Erland Jägerskogh, född 20 oktober 1909 i Badelunda, död 19 mars 2001 i Bredaryd, var en svensk målare, skulptör, akvarellist och tecknare. 
Han var son till godsägaren Johan August Karlsson och Agnes Wilhelmina Johansson och från 1939 gift med Rut Ingrid Margareta Gustavsdotter. Jägerskogh var som konstnär autodidakt och studerade konst under sina resor till Frankrike och Danmark. Han medverkade i ett flertal Småländska samlingsutställningar bland annat i Värnamo och Jönköping. Hans konst består av stilleben, porträtt och landskap i en naturalistisk stil med lite dragning mot expressionism samt små skulpturer i gips. Vid sidan av sitt eget skapande tecknade han illustrationer för tidskrifter samt skrev artiklar i kulturella ämnen. Jägerskogh är representerad i Värnamo stadshus med oljemålningen, Det var då det, samt på Värnamo lasarett med en större samling akvareller.